# Élections législatives de 2012 en Seine-et-Marne
Les élections législatives françaises de 2012 se déroulent les 10 et 17 juin 2012. Dans le département de Seine-et-Marne, onze députés sont à élire dans le cadre de onze circonscriptions, soit deux de plus que lors des législatures précédentes, en raison du redécoupage électoral.

## Élus
|   | Circonscription | Député sortant     |            | Parti      | Député élu ou réélu |  | Parti |
| - | --------------- | ------------------ | ---------- | ---------- | ------------------- |  | ----- |
| ≠ | 1re             | Jean-Claude Mignon |            | UMP        | Jean-Claude Mignon  |  | UMP   |
| = | 2e              | Didier Julia       |            | UMP        | Valérie Lacroute    |  | UMP   |
| ≠ | 3e              | Yves Jégo          |            | PRV        | Yves Jégo           |  | PRV   |
| = | 4e              | Christian Jacob    |            | UMP        | Christian Jacob     |  | UMP   |
| ≠ | 5e              | Franck Riester     |            | UMP        | Franck Riester      |  | UMP   |
| ≠ | 6e              | Jean-François Copé |            | UMP        | Jean-François Copé  |  | UMP   |
| ≠ | 7e              | Yves Albarello     |            | UMP        | Yves Albarello      |  | UMP   |
| ≠ | 8e              | Chantal Brunel     |            | UMP        | Eduardo Rihan Cypel |  | PS    |
| ≠ | 9e              | Guy Geoffroy       |            | UMP        | Guy Geoffroy        |  | UMP   |
| + | 10e             | Siège créé         | Siège créé | Siège créé | Émeric Bréhier      |  | PS    |
| + | 11e             | Siège créé         | Siège créé | Siège créé | Olivier Faure       |  | PS    |

## Impact du redécoupage territorial
La création de deux circonscriptions entraîne des modifications dans sept des neuf circonscriptions existantes. Le canton de Savigny-le-Temple, et le canton du Mée-sur-Seine créé à partir du premier, quittent la 1re circonscription et forment la nouvelle 11e, avec le canton de Combs-la-Ville (sans Combs-la-Ville) en provenance de la 9e; cette dernière perd aussi le canton de Mormant au profit de la 3e, laquelle cède Melun-Nord à la 1re. La nouvelle 10e est constituée des cantons de Champs-sur-Marne et de Noisiel issus de la 8e, ainsi que ceux de Chelles et Vaires-sur-Marne issus de la 7e, laquelle prend une partie du canton de Dammartin-en-Goële et le canton de Mitry-Mory à la 6e, qui à son tour gagne le canton de Meaux-Sud de la 5e, laquelle prend trois communes de l'ancien canton de Lagny-sur-Marne (aujourd'hui canton de Thorigny-sur-Marne) à la 7e.

## Résultats

### Résultats à l'échelle du département
| Parti          | Parti                                       | Premier tour | Premier tour | Second tour | Second tour | Sièges |  |
| Parti          | Parti                                       | Voix         | %            | Voix        | %           | Sièges |  |
| -------------- | ------------------------------------------- | ------------ | ------------ | ----------- | ----------- | ------ |  |
|                | Union pour un mouvement populaire           | 146 108      | 31,33        | 206 272     | 46,38       | 7      |  |
|                | Parti radical                               | 17 222       | 3,69         | 21 752      | 4,89        | 1      |  |
|                | Divers droite dont DLR, PCD                 | 13 735       | 2,95         |             |             | 0      |  |
|                | Nouveau centre                              | 354          | 0,08         | 0           |             |        |  |
|                | Droite parlementaire                        | 177 419      | 38,05        | 228 024     | 51,27       | 8      |  |
|                |                                             |              |              |             |             |        |  |
|                | Parti socialiste                            | 134 386      | 28,82        | 182 833     | 41,11       | 3      |  |
|                | Europe Écologie Les Verts                   | 21 982       | 4,71         | 16 437      | 3,70        | 0      |  |
|                | Divers gauche dont MRC                      | 16 174       | 3,47         | 17 492      | 3,93        | 0      |  |
|                | Parti radical de gauche                     | 1 182        | 0,25         |             |             | 0      |  |
|                | Majorité présidentielle                     | 173 724      | 37,26        | 216 762     | 48,73       | 3      |  |
|                |                                             |              |              |             |             |        |  |
|                | Front national                              | 73 175       | 15,69        |             |             | 0      |  |
|                | Front de gauche                             | 27 081       | 5,81         | 0           |             |        |  |
|                | Mouvement démocrate                         | 5 535        | 1,19         | 0           |             |        |  |
|                | Divers écologiste dont LT-LNÉ, AÉI et Cap21 | 5 018        | 1,08         | 0           |             |        |  |
|                | Extrême gauche dont LO, NPA, SÉGA et POI    | 3 141        | 0,67         | 0           |             |        |  |
|                | Divers                                      | 1 211        | 0,26         | 0           |             |        |  |
|                |                                             |              |              |             |             |        |  |
| Inscrits       | Inscrits                                    | 844 659      | 100,00       | 844 547     | 100,00      | 11     |  |
| Abstentions    | Abstentions                                 | 372 572      | 44,11        | 386 870     | 45,81       |        |  |
| Votants        | Votants                                     | 472 087      | 55,89        | 457 677     | 54,19       |        |  |
| Blancs et nuls | Blancs et nuls                              | 5 783        | 1,22         | 12 891      | 2,82        |        |  |
| Exprimés       | Exprimés                                    | 466 304      | 98,78        | 444 786     | 97,18       |        |  |

### Résultats par circonscription

#### Première circonscription (Melun)
| Candidat       | Candidat                         | Parti          | Premier tour | Premier tour | Second tour | Second tour |  |
| Candidat       | Candidat                         | Parti          | Voix         | %            | Voix        | %           |  |
| -------------- | -------------------------------- | -------------- | ------------ | ------------ | ----------- | ----------- |  |
|                | Jean-Claude Mignon sortant réélu | UMP            | 14 403       | 38,37        | 19 035      | 52,11       |  |
|                | Lionel Walker                    | diss. PS       | 12 419       | 33,08        | 17 492      | 47,89       |  |
|                | Béatrice Roullaud                | FN             | 5 094        | 13,57        |             |             |  |
|                | Pierre Carassus                  | Divers gauche  | 1 942        | 5,17         |             |             |  |
|                | Thomas Guyard                    | FG (PCF)       | 1 759        | 4,69         |             |             |  |
|                | Bénédicte Monville               | EÉLV           | 888          | 2,37         |             |             |  |
|                | Emmanuelle Lopez                 | DLR            | 369          | 0,98         |             |             |  |
|                | Dawé Zanifé                      | LT-LNÉ         | 231          | 0,62         |             |             |  |
|                | Jean-Louis Guerrier              | LO             | 160          | 0,43         |             |             |  |
|                | Séverine Descateaux              | AÉI            | 150          | 0,40         |             |             |  |
|                | Patrick Delvert                  | POI            | 122          | 0,33         |             |             |  |
|                |                                  |                |              |              |             |             |  |
| Inscrits       | Inscrits                         | Inscrits       | 67 785       | 100,00       | 67 677      | 100,00      |  |
| Abstentions    | Abstentions                      | Abstentions    | 29 894       | 44,1         | 30 298      | 44,77       |  |
| Votants        | Votants                          | Votants        | 37 891       | 55,9         | 37 379      | 55,23       |  |
| Blancs et nuls | Blancs et nuls                   | Blancs et nuls | 354          | 0,93         | 852         | 2,28        |  |
| Exprimés       | Exprimés                         | Exprimés       | 37 537       | 99,07        | 36 527      | 97,72       |  |

#### Deuxième circonscription (Fontainebleau)
| Candidat       | Candidat              | Parti          | Premier tour | Premier tour | Second tour | Second tour |  |
| Candidat       | Candidat              | Parti          | Voix         | %            | Voix        | %           |  |
| -------------- | --------------------- | -------------- | ------------ | ------------ | ----------- | ----------- |  |
|                | Roseline Sarkissian   | PS             | 13 851       | 30,24        | 20 150      | 46,30       |  |
|                | Valérie Lacroute élue | UMP            | 12 954       | 28,28        | 23 368      | 53,70       |  |
|                | Gilbert Boucly        | FN             | 6 225        | 13,59        |             |             |  |
|                | Frédéric Valletoux    | Divers droite  | 6 033        | 13,17        |             |             |  |
|                | David Allaert         | FG (PCF)       | 1 870        | 4,08         |             |             |  |
|                | Jean-François Robinet | Divers droite  | 1 390        | 3,03         |             |             |  |
|                | Liliane Pays          | EÉLV           | 1 331        | 1,69         |             |             |  |
|                | Isabelle Piot         | MoDem          | 924          | 2,02         |             |             |  |
|                | David Dupré           | MRC            | 536          | 1,17         |             |             |  |
|                | Stéphane Ayrault      | AÉI            | 470          | 1,03         |             |             |  |
|                | Viviane Moguelet      | LO             | 221          | 0,48         |             |             |  |
|                |                       |                |              |              |             |             |  |
| Inscrits       | Inscrits              | Inscrits       | 78 548       | 100,00       | 78 540      | 100,00      |  |
| Abstentions    | Abstentions           | Abstentions    | 32 234       | 41,04        | 33 725      | 42,94       |  |
| Votants        | Votants               | Votants        | 46 314       | 58,96        | 44 815      | 57,06       |  |
| Blancs et nuls | Blancs et nuls        | Blancs et nuls | 509          | 1,1          | 1 297       | 2,89        |  |
| Exprimés       | Exprimés              | Exprimés       | 45 805       | 98,9         | 43 518      | 97,11       |  |

#### Troisième circonscription (Montereau)
| Candidat       | Candidat                | Parti                   | Premier tour | Premier tour | Second tour | Second tour |  |
| Candidat       | Candidat                | Parti                   | Voix         | %            | Voix        | %           |  |
| -------------- | ----------------------- | ----------------------- | ------------ | ------------ | ----------- | ----------- |  |
|                | Yves Jégo sortant réélu | PRV (UMP)               | 15 987       | 37,88        | 21 752      | 53,11       |  |
|                | Patricia Inghelbrecht   | PS (EÉLV)               | 14 531       | 34,43        | 19 202      | 46,89       |  |
|                | Virginie Recher         | FN                      | 6 965        | 16,50        |             |             |  |
|                | Jean-Luc Maillot        | FG (PCF)                | 2 127        | 5,04         |             |             |  |
|                | Dominique Lioret        | Divers droite           | 691          | 1,64         |             |             |  |
|                | Marie-Lise Geffroy      | Divers écologiste (AÉI) | 646          | 1,53         |             |             |  |
|                | Yannick Guillo          | PRG                     | 386          | 0,91         |             |             |  |
|                | Geneviève Buffard       | Divers droite (DLR)     | 325          | 0,77         |             |             |  |
|                | Catherine Van Cauteren  | Extrême gauche (LO)     | 205          | 0,49         |             |             |  |
|                | Alain Aucouturier       | Extrême gauche (POI)    | 170          | 0,40         |             |             |  |
|                | Nora Chérifi            | Extrême gauche (NPA)    | 170          | 0,40         |             |             |  |
|                |                         |                         |              |              |             |             |  |
| Inscrits       | Inscrits                | Inscrits                | 72 468       | 100,00       | 72 477      | 100,00      |  |
| Abstentions    | Abstentions             | Abstentions             | 29 665       | 40,94        | 30 250      | 41,74       |  |
| Votants        | Votants                 | Votants                 | 42 803       | 59,06        | 42 227      | 58,26       |  |
| Blancs et nuls | Blancs et nuls          | Blancs et nuls          | 600          | 1,4          | 1 273       | 3,01        |  |
| Exprimés       | Exprimés                | Exprimés                | 42 203       | 98,6         | 40 954      | 96,99       |  |

#### Quatrième circonscription (Provins)
| Candidat       | Candidat                      | Parti          | Premier tour | Premier tour | Second tour | Second tour |  |
| Candidat       | Candidat                      | Parti          | Voix         | %            | Voix        | %           |  |
| -------------- | ----------------------------- | -------------- | ------------ | ------------ | ----------- | ----------- |  |
|                | Christian Jacob sortant réélu | UMP            | 21 420       | 43,44        | 27 215      | 59,26       |  |
|                | Célia Firmin                  | PS             | 13 875       | 28,14        | 18 707      | 40,74       |  |
|                | Pascal Aberlen                | FN             | 9 084        | 18,42        |             |             |  |
|                | Martine Marchand              | FG (PCF)       | 2 322        | 4,71         |             |             |  |
|                | Thierry Vallée                | MoDem          | 626          | 1,27         |             |             |  |
|                | Frédéric Chapelant            | AÉI            | 572          | 1,16         |             |             |  |
|                | Françoise Goudouneix          | DLR            | 432          | 0,88         |             |             |  |
|                | Françoise Cottin              | POI            | 316          | 0,64         |             |             |  |
|                | Jonathan Lachaize             | Divers         | 291          | 0,59         |             |             |  |
|                | Cosme Dansou                  | LO             | 278          | 0,56         |             |             |  |
|                | Anthony Whitney               | SÉGA           | 90           | 0,18         |             |             |  |
|                |                               |                |              |              |             |             |  |
| Inscrits       | Inscrits                      | Inscrits       | 85 125       | 100,00       | 85 120      | 100,00      |  |
| Abstentions    | Abstentions                   | Abstentions    | 35 141       | 41,28        | 37 732      | 44,33       |  |
| Votants        | Votants                       | Votants        | 49 984       | 58,72        | 47 388      | 55,67       |  |
| Blancs et nuls | Blancs et nuls                | Blancs et nuls | 678          | 1,36         | 1 466       | 3,09        |  |
| Exprimés       | Exprimés                      | Exprimés       | 49 306       | 98,64        | 45 922      | 96,91       |  |

#### Cinquième circonscription (Coulommiers)
| Candidat       | Candidat                     | Parti          | Premier tour | Premier tour | Second tour | Second tour |  |
| Candidat       | Candidat                     | Parti          | Voix         | %            | Voix        | %           |  |
| -------------- | ---------------------------- | -------------- | ------------ | ------------ | ----------- | ----------- |  |
|                | Franck Riester sortant réélu | UMP            | 16 419       | 37,32        | 23 168      | 55,98       |  |
|                | Élisabeth Escuyer            | PS (PRG)       | 13 884       | 31,56        | 18 218      | 44,02       |  |
|                | Robert Claus                 | FN             | 8 016        | 18,22        |             |             |  |
|                | Jean-François Dirringer      | FG (PCF)       | 1 878        | 4,27         |             |             |  |
|                | Philippe Cluzeau             | EÉLV           | 1 258        | 2,86         |             |             |  |
|                | Fabien Vallée                | Divers droite  | 933          | 2,12         |             |             |  |
|                | Joëlle Charlier              | DLR            | 797          | 1,81         |             |             |  |
|                | Jacky Patron                 | AÉI            | 395          | 0,90         |             |             |  |
|                | Franck Maurel                | LO             | 222          | 0,50         |             |             |  |
|                | Adrien Sthoer                | Pirate         | 195          | 0,44         |             |             |  |
|                |                              |                |              |              |             |             |  |
| Inscrits       | Inscrits                     | Inscrits       | 78 929       | 100,00       | 78 936      | 100,00      |  |
| Abstentions    | Abstentions                  | Abstentions    | 34 418       | 43,61        | 36 288      | 45,97       |  |
| Votants        | Votants                      | Votants        | 44 511       | 56,39        | 42 648      | 54,03       |  |
| Blancs et nuls | Blancs et nuls               | Blancs et nuls | 514          | 1,15         | 1 262       | 2,96        |  |
| Exprimés       | Exprimés                     | Exprimés       | 43 997       | 98,85        | 41 386      | 97,04       |  |

#### Sixième circonscription (Meaux)
| Candidat       | Candidat                         | Parti          | Premier tour | Premier tour | Second tour | Second tour |  |
| Candidat       | Candidat                         | Parti          | Voix         | %            | Voix        | %           |  |
| -------------- | -------------------------------- | -------------- | ------------ | ------------ | ----------- | ----------- |  |
|                | Jean-François Copé sortant réélu | UMP            | 19 604       | 45,14        | 24 178      | 59,53       |  |
|                | Caroline Pinet                   | EÉLV (PS)      | 12 586       | 28,98        | 16 437      | 40,47       |  |
|                | Marie-Christine Arnautu          | FN             | 6 906        | 15,90        |             |             |  |
|                | Guillaume Quercy                 | FG (PCF)       | 2 847        | 6,55         |             |             |  |
|                | Niubo Andreu Victor Manuel       | MoDem          | 463          | 1,07         |             |             |  |
|                | Cécile Dubois                    | AÉI            | 407          | 0,94         |             |             |  |
|                | Annie Rieupet                    | LO             | 239          | 0,55         |             |             |  |
|                | Élisabeth Gros                   | DLR            | 215          | 0,50         |             |             |  |
|                | Dominique Pennachioni            | Cap21          | 167          | 0,38         |             |             |  |
|                |                                  |                |              |              |             |             |  |
| Inscrits       | Inscrits                         | Inscrits       | 74 061       | 100,00       | 74 055      | 100,00      |  |
| Abstentions    | Abstentions                      | Abstentions    | 30 152       | 40,71        | 32 265      | 43,57       |  |
| Votants        | Votants                          | Votants        | 43 909       | 59,29        | 41 790      | 56,43       |  |
| Blancs et nuls | Blancs et nuls                   | Blancs et nuls | 475          | 1,08         | 1 175       | 2,81        |  |
| Exprimés       | Exprimés                         | Exprimés       | 43 434       | 98,92        | 40 615      | 97,19       |  |

#### Septième circonscription (Mitry-Mory)
| Candidat       | Candidat                     | Parti          | Premier tour | Premier tour | Second tour | Second tour |  |
| Candidat       | Candidat                     | Parti          | Voix         | %            | Voix        | %           |  |
| -------------- | ---------------------------- | -------------- | ------------ | ------------ | ----------- | ----------- |  |
|                | Yves Albarello sortant réélu | UMP            | 15 132       | 33,66        | 21 583      | 50,08       |  |
|                | Sophie Cerqueira             | PS             | 15 058       | 33,50        | 21 513      | 49,92       |  |
|                | Georges Martin               | FN             | 8 010        | 17,82        |             |             |  |
|                | Marianne Margate             | FG (PCF)       | 4 286        | 9,53         |             |             |  |
|                | Antoine Parodi               | EÉLV           | 1 111        | 2,47         |             |             |  |
|                | Nathalie Tortrat             | Cap21          | 450          | 1,00         |             |             |  |
|                | Francisco Mena               | DLR            | 398          | 0,89         |             |             |  |
|                | Robert Benichou              | AÉI            | 293          | 0,65         |             |             |  |
|                | Gérard Délimard              | LO             | 215          | 0,48         |             |             |  |
|                |                              |                |              |              |             |             |  |
| Inscrits       | Inscrits                     | Inscrits       | 81 916       | 100,00       | 81 916      | 100,00      |  |
| Abstentions    | Abstentions                  | Abstentions    | 36 491       | 44,55        | 37 615      | 45,92       |  |
| Votants        | Votants                      | Votants        | 45 425       | 55,45        | 44 301      | 54,08       |  |
| Blancs et nuls | Blancs et nuls               | Blancs et nuls | 472          | 1,04         | 1 205       | 2,72        |  |
| Exprimés       | Exprimés                     | Exprimés       | 44 953       | 98,96        | 43 096      | 97,28       |  |

#### Huitième circonscription (Savigny-le-Temple)
| Candidat       | Candidat                | Parti          | Premier tour | Premier tour | Second tour | Second tour |  |
| Candidat       | Candidat                | Parti          | Voix         | %            | Voix        | %           |  |
| -------------- | ----------------------- | -------------- | ------------ | ------------ | ----------- | ----------- |  |
|                | Eduardo Rihan Cypel élu | PS             | 16 437       | 37,37        | 22 508      | 52,77       |  |
|                | Chantal Brunel sortante | UMP            | 13 991       | 31,81        | 20 141      | 47,23       |  |
|                | Chantal Delhaye         | FN             | 5 731        | 13,03        |             |             |  |
|                | Marie-Luce Nemo         | FG (PCF)       | 2 347        | 5,34         |             |             |  |
|                | Michel Gérès            | MoDem          | 2 044        | 4,65         |             |             |  |
|                | Julie Nouvion           | EÉLV           | 1 385        | 3,15         |             |             |  |
|                | Jean Calvet             | PRG            | 796          | 1,81         |             |             |  |
|                | Melissandre Couvrechel  | DLR            | 503          | 1,14         |             |             |  |
|                | Roger Roth              | AÉI            | 321          | 0,73         |             |             |  |
|                | Frédéric Renault        | LO             | 182          | 0,41         |             |             |  |
|                | Thierry Jallas          | PLD            | 158          | 0,36         |             |             |  |
|                | Éric Quesne             | S&P            | 94           | 0,21         |             |             |  |
|                |                         |                |              |              |             |             |  |
| Inscrits       | Inscrits                | Inscrits       | 82 686       | 100,00       | 82 689      | 100,00      |  |
| Abstentions    | Abstentions             | Abstentions    | 38 167       | 46,16        | 38 833      | 46,96       |  |
| Votants        | Votants                 | Votants        | 44 519       | 53,84        | 43 856      | 53,04       |  |
| Blancs et nuls | Blancs et nuls          | Blancs et nuls | 530          | 1,19         | 1 207       | 2,75        |  |
| Exprimés       | Exprimés                | Exprimés       | 43 989       | 98,81        | 42 649      | 97,25       |  |

#### Neuvième circonscription (Torcy)
| Candidat       | Candidat                   | Parti          | Premier tour | Premier tour | Second tour | Second tour |  |
| Candidat       | Candidat                   | Parti          | Voix         | %            | Voix        | %           |  |
| -------------- | -------------------------- | -------------- | ------------ | ------------ | ----------- | ----------- |  |
|                | Guy Geoffroy sortant réélu | UMP            | 15 372       | 35,03        | 21 715      | 51,22       |  |
|                | Sébastien Podevyn          | PS             | 15 106       | 34,42        | 20 679      | 48,78       |  |
|                | Martine Clément-Launay     | FN             | 7 290        | 16,61        |             |             |  |
|                | Delphine Heuclin           | FG (PG)        | 2 784        | 6,34         |             |             |  |
|                | Rose de la Fuente          | EÉLV           | 1 242        | 2,83         |             |             |  |
|                | Nadine Lopes               | MRC            | 807          | 1,84         |             |             |  |
|                | Candice Maury              | DLR            | 561          | 1,28         |             |             |  |
|                | Patrick Cadet              | AÉI            | 359          | 0,82         |             |             |  |
|                | Florentin Lesellier        | S&P            | 196          | 0,45         |             |             |  |
|                | Florence Woods             | LO             | 164          | 0,37         |             |             |  |
|                |                            |                |              |              |             |             |  |
| Inscrits       | Inscrits                   | Inscrits       | 82 229       | 100,00       | 82 227      | 100,00      |  |
| Abstentions    | Abstentions                | Abstentions    | 37 827       | 46           | 38 771      | 47,15       |  |
| Votants        | Votants                    | Votants        | 44 402       | 54           | 43 456      | 52,85       |  |
| Blancs et nuls | Blancs et nuls             | Blancs et nuls | 521          | 1,17         | 1 062       | 2,44        |  |
| Exprimés       | Exprimés                   | Exprimés       | 43 881       | 98,83        | 42 394      | 97,56       |  |

#### Dixième circonscription (Chelles)
Nouvelle circonscription
| Candidat       | Candidat            | Parti          | Premier tour | Premier tour | Second tour | Second tour |  |
| Candidat       | Candidat            | Parti          | Voix         | %            | Voix        | %           |  |
| -------------- | ------------------- | -------------- | ------------ | ------------ | ----------- | ----------- |  |
|                | Émeric Bréhier élu  | PS             | 16 844       | 42,24        | 23 116      | 60,70       |  |
|                | Claudine Thomas     | UMP            | 10 133       | 25,41        | 14 966      | 39,30       |  |
|                | Francine Hantzberg  | RBM (SIEL)     | 5 160        | 12,94        |             |             |  |
|                | Frank Mouly         | FG (PCF)       | 3 328        | 8,35         |             |             |  |
|                | Alain Leclerc       | EÉLV           | 1 172        | 2,94         |             |             |  |
|                | Mathilde Quillère   | MoDem          | 797          | 2,00         |             |             |  |
|                | Antonio de Carvalho | PRV            | 587          | 1,47         |             |             |  |
|                | Marie Soubie-Llado  | MRC            | 470          | 1,18         |             |             |  |
|                | Cuong Pham-Phu      | DLR            | 470          | 1,18         |             |             |  |
|                | Pierre Tebaldini    | NC             | 354          | 0,89         |             |             |  |
|                | Alain Lejeunes      | AÉI            | 344          | 0,86         |             |             |  |
|                | Gabrielle Frija     | LO             | 218          | 0,55         |             |             |  |
|                |                     |                |              |              |             |             |  |
| Inscrits       | Inscrits            | Inscrits       | 78 331       | 100,00       | 78 330      | 100,00      |  |
| Abstentions    | Abstentions         | Abstentions    | 37 951       | 48,45        | 39 204      | 50,05       |  |
| Votants        | Votants             | Votants        | 40 380       | 51,55        | 39 126      | 49,95       |  |
| Blancs et nuls | Blancs et nuls      | Blancs et nuls | 503          | 1,25         | 1 044       | 2,67        |  |
| Exprimés       | Exprimés            | Exprimés       | 39 877       | 98,75        | 38 082      | 97,33       |  |

#### Onzième circonscription (Combs-la-Ville)
Nouvelle circonscription
| Candidat       | Candidat             | Parti          | Premier tour | Premier tour | Second tour | Second tour |  |
| Candidat       | Candidat             | Parti          | Voix         | %            | Voix        | %           |  |
| -------------- | -------------------- | -------------- | ------------ | ------------ | ----------- | ----------- |  |
|                | Olivier Faure élu    | PS             | 14 800       | 47,25        | 18 740      | 63,22       |  |
|                | Cathy Bissonnier     | UMP            | 6 680        | 21,33        | 10 903      | 36,78       |  |
|                | Anne Jacqmin         | RBM (SIEL)     | 4 694        | 14,99        |             |             |  |
|                | Catherine Petit      | FG (PCF)       | 1 533        | 4,89         |             |             |  |
|                | Odile Montagne       | EÉLV           | 1 009        | 3,22         |             |             |  |
|                | Anne-Laure Borderies | MoDem          | 681          | 2,17         |             |             |  |
|                | Hervé Kiteba-Simo    | PRV            | 648          | 2,07         |             |             |  |
|                | Coralie Mennesson    | DLR            | 341          | 1,09         |             |             |  |
|                | Serge Ruby           | AÉI            | 213          | 0,68         |             |             |  |
|                | Nicolas Karageuzian  | Pirate         | 199          | 0,64         |             |             |  |
|                | Anne de La Torre     | LO             | 169          | 0,54         |             |             |  |
|                | Philippe David       | Divers         | 165          | 0,53         |             |             |  |
|                | Antoine Bordier      | PCD            | 119          | 0,38         |             |             |  |
|                | Yves Hanon           | S&P            | 71           | 0,23         |             |             |  |
|                |                      |                |              |              |             |             |  |
| Inscrits       | Inscrits             | Inscrits       | 62 581       | 100,00       | 62 580      | 100,00      |  |
| Abstentions    | Abstentions          | Abstentions    | 30 632       | 48,95        | 31 889      | 50,96       |  |
| Votants        | Votants              | Votants        | 31 949       | 51,05        | 30 691      | 49,04       |  |
| Blancs et nuls | Blancs et nuls       | Blancs et nuls | 627          | 1,96         | 1 048       | 3,41        |  |
| Exprimés       | Exprimés             | Exprimés       | 31 322       | 98,04        | 29 643      | 96,59       |  |